# 410
410 (CDX) var ett normalår som började en lördag i den julianska kalendern.

## Händelser

### Augusti
- 24–27 augusti – Visigoterna plundrar, under Alariks ledning, Rom. De avtågar med stora mängder värdesaker, inklusive dem från Jerusalems tempel, som Titus har fört till Rom och som sedan dess förvarats i Victoriatemplet. Detta är första gången sedan 390 f.Kr. som staden Rom har plundrats.

### Okänt datum
- Alarik I avsätter Priscus Attalus som kejsare.
- Alarik dör i Syditalien och efterträdaren Ataulf leder goternas tåg till södra Frankrike, vilket varar till 415.
- Konciliet i Seleucia hålls, varvid persiska kristna skapar en nationalkyrka och antar den Nicaenska trosbekännelsen.
- Kejsar Honorius anser, att Britannien nu får sköta sitt eget försvar, varvid romarna nu slutligen har dragit sig tillbaka från området.
- Generalen Constantius III upphöjs till magister militum och tar kontrollen över Västromerska riket.
- Prithivisena blir kung av Vakataka på Deccan.

## Födda
- Proklos, grekisk filosof.

## Avlidna
- Alarik I, kung över visigoterna.
- Kumarajiva, buddhistisk munk, som har medverkat till att introducera buddhismen i Kina och Kashmir.